# 吕尔 (上普罗旺斯阿尔卑斯省)
吕尔（法語：Lurs）是法国上普罗旺斯阿尔卑斯省的一个市镇，位于该省西南部，属于福卡尔基耶区。

## 人口
吕尔人口变化图示
| 数据来源：INSEE |